# Nidularia japonica
Nidularia japonica är en insektsart som beskrevs av Kuwana 1918. Nidularia japonica ingår i släktet Nidularia och familjen eksköldlöss. Inga underarter finns listade i Catalogue of Life.